# Presumed Innocent (serie de TV)
Presumed Innocent (que se traduce al español como Presunto Inocente o Se presume inocente) es una serie de televisión estadounidense de la plataforma Apple TV+ del tipo drama legal. La serie fue creada por David E. Kelley, creador también de otras series como Big Little Lies y The Undoing. La primera temporada está basada en la novela del mismo nombre de Scott Turow y protagonizada por Jake Gyllenhaal. La segunda temporada que se acaba de anunciar contará una historia completamente distinta y será protagonizada por Rachel Brosnahan, más conocida por La maravillosa señora Maisel.

## Sinopsis de la primera temporada
Cuando asesinan a Carolyn Polhemus, una brillante fiscal, todas las miradas apuntan a su colega y examante, Rusty Sabich. Padre de familia y hombre respetado, Rusty se ve obligado a defender su inocencia mientras su vida personal y profesional se desmorona.

## Reparto de la primera temporada
- Jake Gyllenhaal como Rusty Sabich
- Ruth Negga como Barbara Sabich
- Bill Camp como Raymond Horgan
- Renate Reinsve como Carolyn Polhemus
- Peter Sarsgaard como Tommy Molto

## Sinopsis de la segunda temporada
Cuando Leila Reynolds recibe su primer caso de asesinato, se sorprende al ver lo mediático que es: el asesinato de un juez muy respetado y reconocido. No debería ser el tipo de caso que ella lidera; está muy por encima de su experiencia. Pero el acusado, Jack Millman, lo tiene claro. La quiere a ella, y solo a ella.

## Reparto de la segunda temporada
- Rachel Brosnahan como Leila Reynolds[1]